# Iván Contreras
Iván Gerardo Gámez Contreras (Tampico, 29 januari 1974) is een Mexicaanse professionele volleyballer. Hij speelt vanaf het jaar 2000 bij de Belgische volleybalclub Roeselare. 
Hij is de kapitein van zijn ploeg. Voor zijn prestaties is hij geselecteerd als 'speler van het jaar' in België in 2005 en 2007 en 2008. 
Voordat Contreras volleybal speelde, beoefende hij atletiek, meer bepaald verspringen, hoogspringen en hordelopen. Hij heeft ook een tijdje getennist en karate gedaan. Maar op den duur werd hij al die individuele sporten moe en daarom stapte hij in het volleybal.Hij won 2 keer de beker van België en werd 3 maal landskampioen met Roeselare. Na 8 jaar Roeselare trekt hij nu naar het Turkse Ankara waar hij een lucratief contract van 1 jaar tekende